# Debout la France
Debout la France (DLF; französisch in etwa Erhebe Dich Frankreich), bis Oktober 2014 Debout la République (DLR; französisch für Erhebe Dich Republik) ist eine national-populistische Kleinpartei, die sich auf den Gaullismus beruft und von Nicolas Dupont-Aignan geführt wird. Die Partei wird dem äußerst rechten Extrem des politischen Spektrums zugeordnet.

## Ausrichtung
Die Partei tritt vor allem für die Stärkung der nationalen Identität und die Verteidigung der nationalen Souveränität Frankreichs gegenüber transnationalen Organisationen wie der Europäischen Union ein. In ökonomischer Hinsicht ist sie eher sozialstaatlich und staatsinterventionistisch ausgerichtet und wurde anfangs daher oft als „linksgaullistisch“ oder „sozialgaullistisch“ klassifiziert. Auf gesellschaftlicher Ebene ist die DLF eher konservativ: Sie lehnt Sterbehilfe, medizinisch unterstützte Fortpflanzung, Leihmutterschaft und Adoption durch gleichgeschlechtliche Paare ab. Die Partei möchte außerdem die Einwanderung nach Frankreich deutlich reduzieren. Außenpolitisch lehnt DLF eine Unterstützung der Ukraine im Krieg mit Russland ab. In jüngsten Stellungsnahmen wird Debout la France allgemein als eine rechtsgerichtete Partei, oder sogar als eine rechtsextreme Partei, angesehen.
Bereits als Strömung innerhalb der UMP gehörte Debout la République der EU-kritischen europäischen Partei EUDemokraten an. 2014 wechselte sie zur Alliance for Direct Democracy in Europe (ADDE), die sich 2017 auflöste.

## Geschichte
Debout la République wurde 1999 von Nicolas Dupont-Aignan (seit 1995 Bürgermeister des Pariser Vororts Yerres) als „authentisch gaullistische“ und souveränistische Strömung innerhalb der Partei Rassemblement pour la République (RPR) gegründet. Sie lehnte die EU-freundliche Haltung der Parteiführung und des Staatspräsidenten Jacques Chirac ab, wollte die Partei aber zunächst nicht verlassen – anders als Charles Pasqua mit seinem Rassemblement pour la France (RPF). Ab 2002 bestand Debout la République als Strömung innerhalb der Mitte-rechts-Sammelpartei UMP fort, in der das RPR aufging. Dupont-Aignan trat 2007 aus der UMP aus und erklärte seine Kandidatur zur Präsidentschaftswahl, die jedoch an zu wenigen Unterstützungserklärungen (parrainages) scheiterte. Er wurde jedoch (mit Unterstützung der UMP) als Abgeordneter wiedergewählt. Anschließend bildete sich DLR als eigenständige Partei: An dem Gründungsparteitag am 23. November 2008 nahmen über 1000 Anhänger teil. 2009 wurde der Jugendverband Debout Les Jeunes gegründet.
Ungeachtet der bisherigen Ablehnung des Front National (FN) gab Nicolas Dupont-Aignan im Rahmen der Präsidentschaftswahl 2017 nach dem ersten Wahlgang ein Wahlbündnis mit Marine Le Pen bekannt, das ihm u. a. im Fall der Wahl von Marine Le Pen das Amt des Premierminister sichern sollte. Die Unterstützung des FN führte zu erheblichem parteiinternen Widerstand und den Rücktritt prominenter Parteimitglieder. Das Wahlbündnis mit dem FN wurde bereits kurz nach den Wahlverlusts Le Pens und vor den Parlamentswahlen vom Juni 2017 wieder aufgekündigt, da die Partei nicht genügend eigene Kandidatumn in leicht zu gewinnenden Wahlkreisen zugesprochen bekommen habe. In den Parlamentswahlen selbst konnte lediglich Dupont-Aignan seinen Abgeordnetensitz knapp behaupten. Ende Mai 2018 trat der EU-Parlamentarier Bernard Monot von der FN zur DLF über.
Bei der Europawahl im Mai 2019 scheiterte die Partei mit 3,5 % der Stimmen in Frankreich an der 5-Prozent-Sperrklausel und ist seither nicht mehr im Europaparlament vertreten. Im Jahr 2024 unterlag Nicolas Dupont-Aignan bei den Parlamentswahlen, die Partei war seither nicht mehr in der Nationalversammlung vertreten.

## Logos

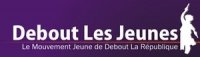
Ehemaliges Logo von Debout les Jeunes
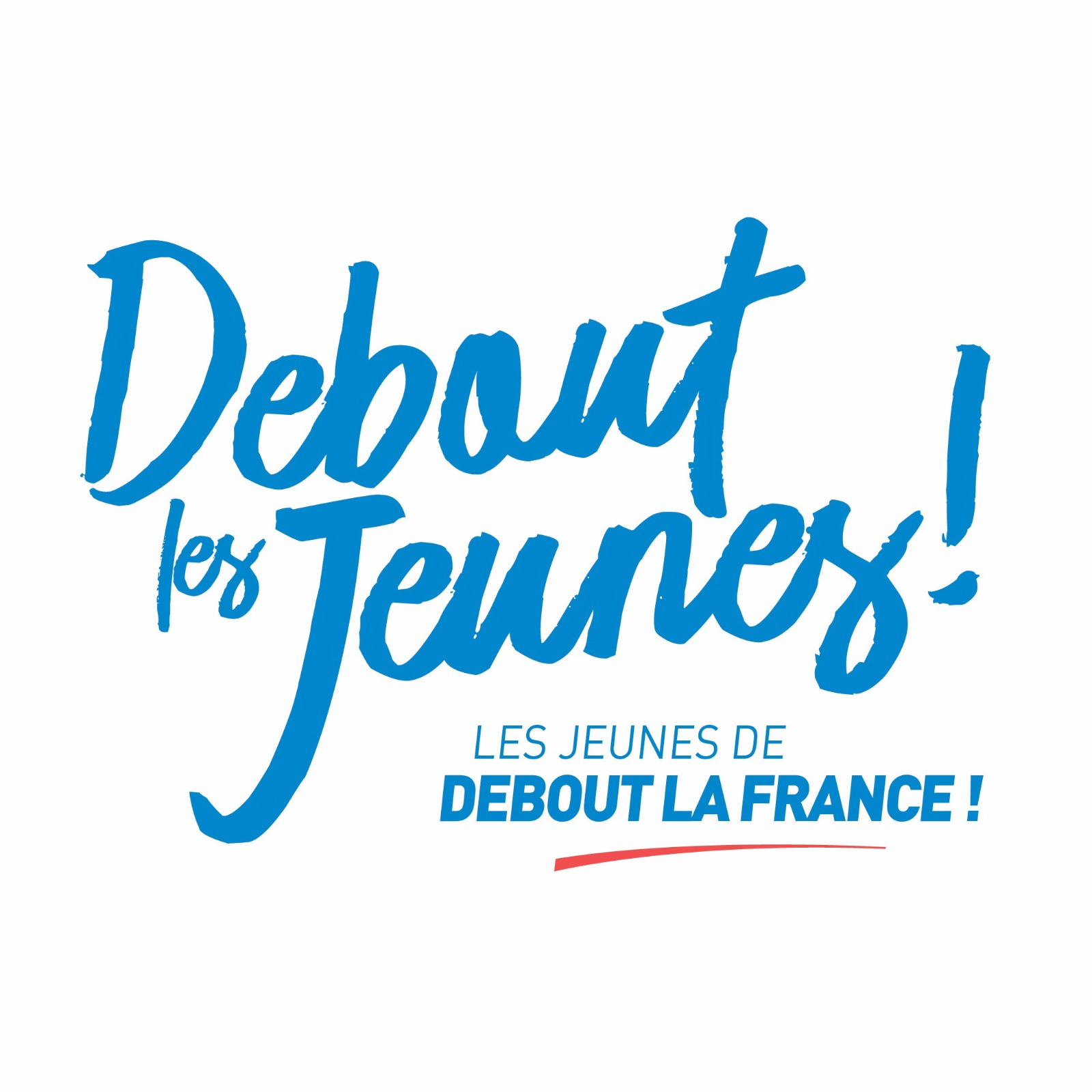
Logo von Debout les Jeunes